# Pelopides burmeisteri
Pelopides burmeisteri es una especie de coleóptero de la familia Passalidae.

## Distribución geográfica
Habita en  la Península de Malaca, Islas de la Sonda, Java y  Sumatra (Indonesia).